# Ingemar Haraldsson
Ingemar Haraldsson (1928. február 3. – 2004. március 19.) világbajnoki ezüstérmes svéd válogatott labdarúgókapus.
A svéd válogatott tagjaként részt vett az 1958-as világbajnokságon.

## Sikerei, díjai
Svédország
- Világbajnoki döntős (1): 1958

Elfsborg
- Svéd bajnok (1): 1961